# Phyllactis californica
Phyllactis californica är en havsanemonart som först beskrevs av McMurrich 1893.  Phyllactis californica ingår i släktet Phyllactis och familjen Actiniidae. Inga underarter finns listade i Catalogue of Life.